# Rhode Island State House

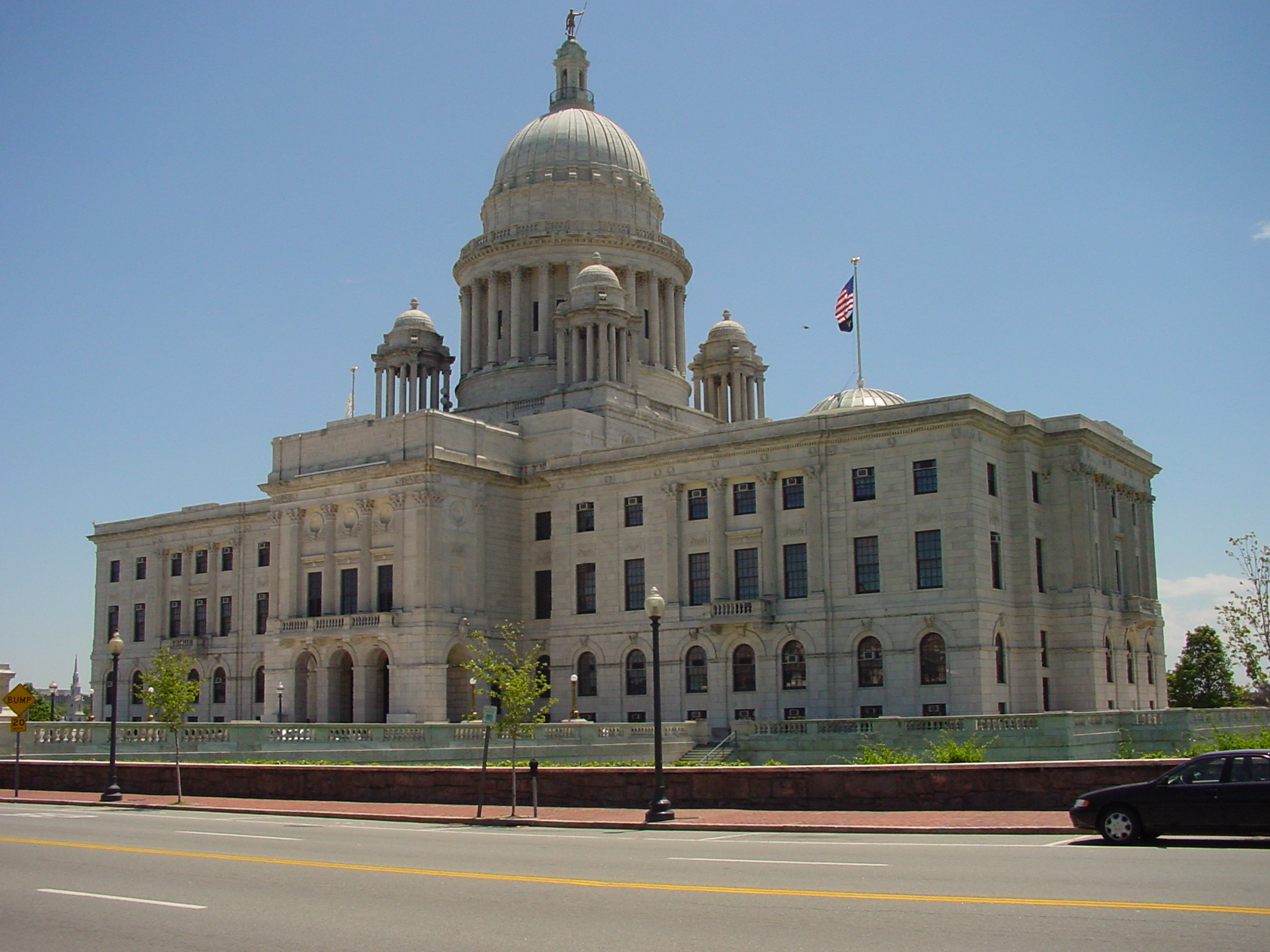
Het Rhode Island State House.

In het Rhode Island State House zetelen de beide kamers van het parlement van Rhode Island. Ook de gouverneur houdt er kantoor. Het gebouw staat in de hoofdstad Providence.
Het gebouw is het zevende parlementsgebouw dat de staat kent en het tweede dat in de hoofdstad staat. Het werd gebouwd in neoclassicistische stijl, in de periode 1895 tot 1904.

## Trivia
- In de film Amistad uit 1997, werd de zuidelijke gevel van het gebouw als gevel van het Capitool in Washington D.C. gebruikt.
- Voor de bouw is 9200 m³ marmer gebruikt.